# Xysticus austrosibiricus
Xysticus austrosibiricus là một loài nhện trong họ Thomisidae.
Loài này thuộc chi Xysticus. Xysticus austrosibiricus được Dmitri Viktorovich Logunov & Yuri M. Marusik miêu tả năm 1998.